# Романовский, Иосиф Витольдович
Иосиф Витольдович Романовский (25 апреля 1941) — биоорганик, педагог, кандидат медицинских наук (1970), профессор (2000). Заслуженный работник здравоохранения Республики Беларусь (1994).

## Биография
В 1964 г. после окончания лечебного факультета Минского медицинского института был направлен в аспирантуру. По результатам исследований в 1970 г. защитил кандидатскую диссертацию «Взаимоотношение сульфгидрильных, дисульфидных групп и белка в опухоли и тканях животного-опухоленосителя в процессе развития асцитной опухоли Эрлиха и при химиотерапии».
С 1967 г. ассистент, а с 1974 г. доцент кафедры органической и физколлоидной химии Минского медицинского института. Параллельно с 1976 г. — заместитель декана педиатрического факультета, а у 1985—2007 гг. декан санитарно-гигиенического факультета. В 2001—2005 гг. заведующий, а з 2006 г. профессор созданной им кафедры биоорганической химии БГМУ. С 2008 г. — председатель Совета старейшин БГМУ.

## Вклад в науку
Автор более 250 научных работ. Основные направления научной деятельности — окислительно-восстановительные процессы при ожоговой травме, нарушениях функции щитовидной железы и различных видах стресса, особенности энергообеспечения и межмедиаторных взаимоотношений в мозге при действии различных нейротропных средств.
И. В. Романовский является одним из организаторов преподавания курса «Биоорганическая химия» в системе медицинского образования. В 1982 г. впервые прочитал курс новой дисциплины, которая подчёркивала медицинскую направленность химии в подготовке будущего врача. В 2001 г. возглавил кафедру биоорганической химии. В 2015 г. под его редакцией издан учебник «Биоорганическая химия».

## Награды
- Почётная Грамота Верховного Совета БССР (2004 г.)
- Знак «отличник Здравоохранения СССР»(1985 г.)
- Знак «отличник санитарной обороны СССР» (1986 г.)
- Присвоено звание «Заслуженный работник здравоохранения Республики Беларусь» (1994 г.)
- «Орден Франциска Скорины» (2007 г.)
- Памятная медаль Макса фон Петтенкофера (2009 г., Международный форум больничной гигиены, Германия).

Иосиф Витольдович Романовский является:
- членом Всесоюзной методической комиссии по преподаванию химических дисциплин при Министерстве здравоохранения СССР (1983—1991 гг.),
- председателем Совета медико-профилактического факультета (1985—2006 гг.),
- председателем секции УМО по специальности «медико-профилактическое дело» при МЗ РБ (1995—2006 гг.),
- членом санэпидсовета при главном государственном санитарном враче РБ (1987—2001 гг.),
- председателем Совета старейшин БГМУ (с 2007 г.),
- член научно-методического совета БГМУ (с 1995 г.),
- координатором сотрудничества БГМУ с Международным Форумом больничной гигиены Германии (с 1998 г.).